# Zaćmienie o zmierzchu
Kajko i Kokosz Nowe przygody - Zaćmienie o zmierzchu – czwarty tom, w tym drugi pełnometrażowy album, kontynuujący serię Kajko i Kokosz autorstwa Janusza Christy. Za scenariusz ponownie odpowiadał Maciej Kur, za rysunki Sławomir Kiełbus, a za kolory Piotr Bednarczyk. Komiks miał premierę 16 czerwca 2021.

## Fabuła
Kajko i Kokosz idąc wieczorem przez pole napotykają tajemniczą Zmierzchnicę (odmianę Południcy, pojawiającą się o zmierzchu), która w ramach kary za naruszenie jej terytorium postanawia zabrać dwóch wojów ze sobą w zaświaty. Ostatecznie zmienia zdanie, stawiając przy tym jeden warunek. Za oszczędzenie żywota bohaterowie muszą odnaleźć dla niej potężny artefakt zwany sercem Rozmiła. Jeśli im się nie powiedzie, podczas najbliższego zaćmienia, zostaną przez upiora surowo ukarani. W podobnych okolicznościach również Hegemon, wraz z Kapralem, spotyka ową zjawę. Herszt Zbójcerzy niespodziewanie się zakochuje w kobiecie, gdyż robi ona na nim ogromne wrażenie. Na jej żądanie wysyła kilku swoich ludzi, by pomogli zdobyć poszukiwany przez nią skarb. W międzyczasie do Mirmiłowa przybywa wojowniczy brat kasztelana, Wojmił. Informuje on mieszkańców grodu o planowanym ożenku, natomiast Mirmił podejmuje się zorganizowania wesela swojego krewniaka. Z kolei w Ofermie zakochuje się Zaćmica, siostra Zmierzchnicy. 